# Megan Follows
Megan Follows (Toronto, 1968. március 14. – ) kanadai–amerikai színésznő, rendező. 
Számos színdarabban, filmben és filmsorozatban szerepelt, illetve animációs sorozatban szinkronizált. Az Anna című televíziós sorozattal lett világhírű. A színészet mellett jótékonysági munkája is jelentős.

## Filmográfia

### Film
| Év   | Cím                                                             | Szerep          |
| ---- | --------------------------------------------------------------- | --------------- |
| 1985 | Ezüst pisztolygolyók                                            | Jane Coslaw     |
| 1986 | Az ártatlanság bűne                                             | Jenny Colleran  |
| 1988 | Inherit the Wind                                                | Rachel Brown    |
| 1989 | Pezsgő élet                                                     | Pauline         |
| 1990 | Back to Hannibal: The Return of Tom Sawyer and Huckleberry Finn | Becky           |
| 1990 | Diótörő                                                         | Clara (hangja)  |
| 1996 | Under the Piano                                                 | Rosetta Basilio |
| 1998 | Reluctant Angel                                                 | Lisa / Cheryl   |
| 1999 | What Katy Did                                                   | Helen           |
| 2002 | Húgom nyomában                                                  | Kate            |
| 2002 | The Stork Derby                                                 | Kate Harrington |
| 2003 | Christmas Child                                                 | Meg Davenport   |
| 2003 | Külkapcsolat                                                    | Lena            |
| 2004 | A lélek dala                                                    | Ella            |
| 2004 | Nyílt szívvel                                                   | Sherry Cardinal |
| 2005 | Shania Twain igaz története                                     | Sharon Twain    |
| 2006 | Booky híres lesz                                                | Francie         |
| 2009 | Booky első szerelme                                             | Francie Thomson |

### Televízió
| Év   | Cím                     | Szereplő                                       |
| ---- | ----------------------- | ---------------------------------------------- |
| 1985 | Anna                    | Anne Shirley                                   |
| 1993 | Második lehetőség       |                                                |
| 2004 | CSI: Miami helyszínelők | vendégszereplő (3. évad – 23. epizód)[forrás?] |
| 2013 | Az uralkodónő           | Medici Katalin francia királyné                |
| 2017 | Heartland               | Lily, Ty Borden édesanyja                      |